# Dannemarie-sur-Crète
Dannemarie-sur-Crète ist eine französische Gemeinde mit 1503 Einwohnern (Stand: 1. Januar 2022) im Département Doubs in der Region Bourgogne-Franche-Comté. Sie gehört zum Arrondissement Besançon und ist Mitglied im Gemeindeverband Grand Besançon Métropole.

## Geographie
Dannemarie-sur-Crète liegt auf 290 m, etwa 13 Kilometer westsüdwestlich der Stadt Besançon (Luftlinie). Das Dorf erstreckt sich auf einer langgezogenen Anhöhe in der leicht gewellten Landschaft zwischen den Flussläufen von Doubs im Süden und Ognon (im Norden).
Die Fläche des 4,06 km² großen Gemeindegebiets umfasst einen Abschnitt nördlich des Doubstals. Eingegrenzt wird das Gebiet im Süden durch die Hauptstraße N73, die von Besançon nach Dole führt und im Westen durch die Talmulde des Ringeard. Dieser entwässert das Areal nach Süden zum Doubs. Die teils mit Acker- und Wiesland, teils mit Wald bestandene Landschaft zeigt nur geringe Reliefunterschiede. Auf der Anhöhe von Dannemarie verläuft die Wasserscheide zwischen Doubs und Ognon. Mit 303 m wird hier die höchste Erhebung von Dannemarie-sur-Crète erreicht.
Nachbargemeinden von Dannemarie-sur-Crète sind Villers-Buzon im Norden, Chemaudin et Vaux mit Chemaudin im Osten, Grandfontaine, Velesmes-Essarts und Saint-Vit im Süden sowie Pouilley-Français im Westen.

## Geschichte
Erstmals urkundlich erwähnt wird Dannemarie im Jahr 1110 unter dem Namen Donna Maria; von 1275 ist die Bezeichnung Dompna Maria überliefert. Im Mittelalter gehörte Dannemarie zunächst zur Herrschaft Corcondray, danach bildete es eine eigene Herrschaft. Zusammen mit der Franche-Comté gelangte das Dorf mit dem Frieden von Nimwegen 1678 definitiv an Frankreich. Um eine Verwechslung mit anderen gleichnamigen Gemeinden zu vermeiden, wurde Dannemarie im Jahr 1922 offiziell in Dannemarie-sur-Crète umbenannt.

## Sehenswürdigkeiten
Die Kirche Notre-Dame de l’Assomption de la Vierge wurde 1624 an der Stelle einer baufällig gewordenen mittelalterlichen Kirche (12. Jahrhundert) neu erbaut. Aus dem 18. Jahrhundert stammt der heutige Bau des Schlosses.

## Bevölkerung
| Jahr                       | 1962 | 1968 | 1975 | 1982 | 1990 | 1999 | 2016 |
| Einwohner                  | 250  | 239  | 444  | 653  | 774  | 938  | 1448 |
| Quellen: Cassini und INSEE |      |      |      |      |      |      |      |

Mit 1503 Einwohnern (Stand 1. Januar 2022) gehört Dannemarie-sur-Crète zu den kleineren Gemeinden des Départements Doubs. Nachdem die Einwohnerzahl in der ersten Hälfte des 20. Jahrhunderts stets im Bereich zwischen 150 und 190 Personen gelegen hatte, wurde seit Beginn der 1950er Jahre ein markantes Bevölkerungswachstum verzeichnet. Seither hat sich die Einwohnerzahl mehr als verfünffacht.

## Wirtschaft und Infrastruktur

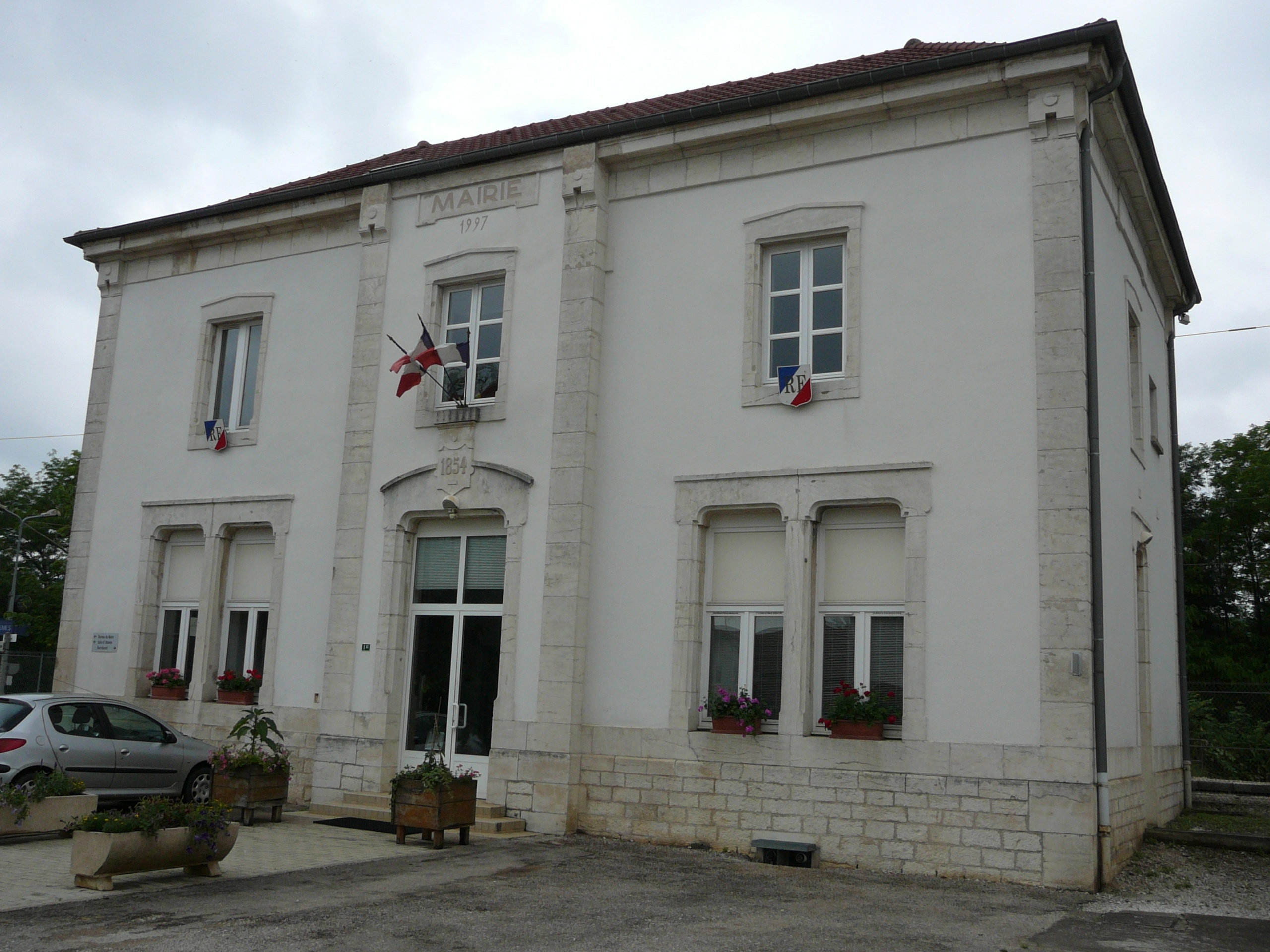
Der alte Bahnhof, der zum Rathaus wurde.

Dannemarie-sur-Crète war bis weit ins 20. Jahrhundert hinein ein vorwiegend durch die Landwirtschaft (Ackerbau, Obstbau und Viehzucht) geprägtes Dorf. Daneben gibt es heute verschiedene Betriebe des Klein- und Mittelgewerbes. Seit den 1970er Jahren entwickelte sich eine Industrie- und Gewerbezone an der Hauptstraße N73. Hier ließen sich vor allem Unternehmen der Branchen Werkzeugmaschinenbau, Tiefbau und Transport nieder. Mittlerweile hat sich das Dorf auch zu einer Wohngemeinde gewandelt. Viele Erwerbstätige sind deshalb Wegpendler, die in der Agglomeration Besançon ihrer Arbeit nachgehen. Dannemarie-sur-Crète verfügt über eine landwirtschaftliche Berufsschule.
Die Ortschaft ist verkehrstechnisch gut erschlossen. Sie liegt nahe der Hauptstraße N73, die von Besançon nach Dole führt. Der nächste Anschluss an die Autobahn A36, welche das Gemeindegebiet durchquert, befindet sich in einer Entfernung von ungefähr acht Kilometern. Weitere Straßenverbindungen bestehen mit Pouilley-Français, Chemaudin und Velesmes-Essarts. Dannemarie-sur-Crète besitzt einen Bahnhof an der Eisenbahnstrecke von Besançon nach Dijon.